# Lista țărilor în funcție de punctul extrem de longitudine estică
Lista țărilor în funcție de punctul extrem de longitudine estică este o listă a țărilor și teritoriilor lumii în funcție de valoarea longitudinii extremității estice a teritoriului lor și apropierea față de meridianul 180°, limita dintre emisfera estică și cea vestică. Lista include state suverane și teritorii dependente bazate pe standardul ISO 3166-1 al Organizației Internaționale de Standardizare. Teritoriile neautonome sunt marcate cu caractere italice. Sortarea este în ordine descrescătoare a valorilor longitudinii, pornind de la meridianul 180°.
În cazul în care o țară include o zonă continentală și una sau mai multe insule, este menționat atât punctul extrem al teritoriului național cât și punctul extrem al zonei continentale, excluzând zonele insulare. În cazul zonelor aflate în dispute teritoriale între două sau mai multe state, este considerat statul care administrează de facto zona în cauză.
Ordinea din tabel nu reflectă întotdeauna cât de aproape este teritoriul unei țări de meridianul 180°. Rusia, Fiji și Antarctica sunt excepții notabile, deoarece teritoriile lor sunt străbătute de meridianul 180°, prin urmare, fiecare dintre acestea include atât punctele cele mai vestice, cât și cele mai estice ale lumii. Pentru țări precum Rusia, Noua Zeelandă, Fiji, Statele Unite și Kiribati, care au teritorii de ambele părți ale meridianului 180°, punctul extrem estic este definit ca „punctul cel mai estic în direcția de deplasare”. Statele Unite și Kiribati au cea mai mare parte a teritoriului lor la est de meridianul 180°, în emisfera vestică, așa că sunt considerate ca aparținând celor mai vestice țări. În schimb, Rusia, Noua Zeelandă și Fiji au cea mai mare parte a teritoriului lor la vest de meridianul 180°, în emisfera estică, așa că sunt considerate ca aparținând țărilor cele mai estice.
| Țară/Teritoriu                   | Punct extrem | Longitudine                |
|                                  | |                            |
| -------------------------------- | --- | -------------------------- |
| Rusia                            | Insula Marele Diomede, Districtul autonom Ciukotka Capul Dejnev, Peninsula Ciukotsk                                           | 169°01′V 169°40′V          |
| Noua Zeelandă                    | Insulele Forty-Fours, Arhipelagul Chatham Capul East, Insula de Nord                                                          | 175°45′V 178°54′E          |
| Fiji                             | Insula Vatoa | 178°15′V                   |
| Tuvalu                           | Atolul Nukulaelae | 179°51′E                   |
| Insulele Marshall                | Atolul Knox | 172°09′E                   |
| Noua Caledonie (Franța)          | Insula Hunter | 172°06′E                   |
| Vanuatu                          | Insula Futuna, Provincia Tafea                                                                                                | 170°13′E                   |
| Insulele Solomon                 | Insula Fatutaka, Provincia Temotu                                                                                             | 170°10′E                   |
| Australia                        | Insula Norfolk Cape Byron, Noul Wales de Sud                                                                                  | 167°57′E 153°38′E          |
| Nauru                            | Estul insulei Nauru | 166°57′E                   |
| Statele Federate ale Microneziei | Insula Kosrae | 163°01′E                   |
| Papua Noua Guinee                | Insulele Nukumanu, Regiunea Autonomă Bougainville Milne Bay, Provincia Milne Bay                                              | 159°24′E 150°52′E          |
| Japonia                          | Atolul Minamitorishima, Insulele Bonin Nosappu, Prefectura Hokkaidō                                                           | 153°59′E 145°49′E          |
| Indonezia                        | Merauke Regency, Provincia South Papua                                                                                        | 141°05′E                   |
| China                            | Fuyuan, Provincia Heilongjiang                                                                                                | 134°46′E                   |
| Palau                            | Atolul Kayangel | 134°42′E                   |
| Coreea de Sud                    | Stâncile Liancourt (teritoriu disputat) Insula Jukdo, Provincia Gyeongsang de Nord Seokbyung-ri, Provincia Gyeongsang de Nord | 131°52′E 130°56′E 129°35′E |
| Coreea de Nord                   | Granița cu Rusia pe coasta Mării Japoniei                                                                                     | 130°40′E                   |
| Timorul de Est                   | Insula Jaco, Districtul Lautém                                                                                                | 127°19′E                   |
| Filipine                         | Pusan Point, Caraga, Provincia Davao Oriental                                                                                 | 126°34′E                   |
| Taiwan                           | Insula Mianhua, Keelung | 122°06′E                   |
| Mongolia                         | Granița cu China, Provincia Dornod-Aimag                                                                                      | 119°56′E                   |
| Malaysia                         | Borneo, Sabah | 119°10′E                   |
| Brunei                           | Granița cu Malaysia, lângă muntele Bukit Pagon                                                                                | 115°25′E                   |
| Hong Kong (China)                | Insula Tung Ping Chau, Districtul Tai Po                                                                                      | 114°26′E                   |
| Macao (China)                    | A Pérola, Se | 113°33′E                   |
| Vietnam                          | Peninsula Hon Gom, Provincia Khánh Hòa                                                                                        | 109°30′E                   |
| Cambodgia                        | Provincia Ratanakiri, granița cu Vietnam                                                                                      | 107°35′E                   |
| Laos                             | Granița cu Vietnam, Provincia Sekong                                                                                          | 106°40′E                   |
| Thailanda                        | Granița cu Laos, Provincia Ubon Ratchathani                                                                                   | 105°40′E                   |
| Singapore                        | Insula Pedra Branca | 104°24′E                   |
| Myanmar                          | Frontiera triplă cu Laos și China, Statul Shan                                                                                | 101°10′E                   |
| India                            | Granița cu Myanmar, lângă Dong, Arunachal Pradesh                                                                             | 97°23′E                    |
| Bangladesh                       | Chittagong Division, granița cu Myanmar                                                                                       | 92°35′E                    |
| Bhutan                           | Granița cu India | 92°05′E                    |
| Nepal                            | Granița cu India, Districtul Taplejung, Provincia Koshi                                                                       | 88°15′E                    |
| Kazahstan                        | Frontiera triplă cu Rusia și China, Provincia Kazahstanul de Est                                                              | 87°30′E                    |
| Sri Lanka                        | Provincia de Est | 81°40′E                    |
| Kârgâzstan                       | Granița cu China, Regiunea Issâk-Kul                                                                                          | 80°20′E                    |
| Pakistan                         | Granița cu India, Gilgit-Baltistan                                                                                            | 77°30′E                    |
| Tadjikistan                      | Granița cu China, Regiunea Autonomă Gorno-Badahșan                                                                            | 75°05′E                    |
| Afganistan                       | Frontiera triplă cu Tajikistan și China, Provincia Badahșan                                                                   | 75°00′E                    |
| Maldive                          | Atolul Felidhu, Diviziunea administrativă Atolul Vaavu                                                                        | 73°31′E                    |
| Uzbekistan                       | Granița cu Kârgâzstan, Regiunea Andijan                                                                                       | 73°20′E                    |
| Regatul Unit                     | Insula Diego Garcia, Teritoriul Britanic din Oceanul Indian Ness Point, Comitatul Suffolk                                     | 72°30′E 1°46′E             |
| Turkmenistan                     | Granița cu Uzbekistan, Provincia Lebap                                                                                        | 66°40′E                    |
| Mauritius                        | Insula Rodrigues | 63°30′E                    |
| Iran                             | Kuhak, Provincia Sistan-Baluchestan                                                                                           | 63°18′E                    |
| Oman                             | Capul estic al Peninsulei Arabice, Provincia Ash Sharqiyah                                                                    | 59°50′E                    |
| Emiratele Arabe Unite            | Granița cu Oman pe coasta Golfului Oman, Emiratul Fujairah                                                                    | 56°24′E                    |
| Seychelles                       | Insula Coëtivy | 56°16′E                    |
| Réunion (Franța)                 | Sainte-Rose | 55°50′E                    |
| Arabia Saudită                   | Granița cu Oman, Ash Sharqiyah                                                                                                | 55°30′E                    |
| Yemen                            | Cape Ra's Momi, Insula Socotra, Guvernoratul 'Adan Granița cu Oman                                                            | 54°30′E 53°10′E            |
| Qatar                            | Cap la est de Umm Sa'id, Municipalitatea Al Wakrah                                                                            | 51°39′E                    |
| Somalia                          | Ras Hafun, Puntland | 51°27′E                    |
| Bahrain                          | Insula Muharraq | 50°43′E                    |
| Madagascar                       | Capul Masoala pe coasta Oceanului Indian, Provincia Antsiranana                                                               | 50°40′E                    |
| Azerbaidjan                      | Çilov, Insula Çilov, Regiunea economică Abșeron                                                                               | 50°33′E                    |
| Kuwait                           | Insula Qaruh | 48°40′E                    |
| Irak                             | Peninsula Al-Faw | 48°32′E                    |
| Etiopia                          | Granița cu Somalia, Regiunea Somali Ogaden                                                                                    | 48°00′E                    |
| Georgia                          | Kakheti, granița cu Azerbaidjan                                                                                               | 46°40′E                    |
| Armenia                          | Provincia Syunik | 46°37′E                    |
| Turcia                           | Frontiera triplă cu Azerbaidjan și Iran, Provincia Iğdır                                                                      | 44°49′E                    |
| Comore                           | Domoni, Insula Anjouan | 44°32′E                    |
| Djibouti                         | Coastă la nord-est de Obock, Regiunea Obock                                                                                   | 43°25′E                    |
| Eritreea                         | Granița cu Djibouti, Regiunea Debubawi Keyih Bahri                                                                            | 43°7′E                     |
| Siria                            | Granița cu Irak, Guvernoratul Al-Hasaka                                                                                       | 42°25′E                    |
| Kenya                            | Frontiera triplă cu Etiopia și Somalia, Provincia de Nord-Est                                                                 | 41°00′E                    |
| Mozambic                         | Coasta estică la Oceanul Indian, Nacala, Provincia Nampula                                                                    | 40°45′E                    |
| Tanzania                         | Granița cu Mozambic pe coasta Oceanului Atlantic, Regiunea Mtwara                                                             | 40°29′E                    |
| Ucraina                          | Granița cu Rusia, lângă Ranea Zorea, Raionul Milove, Regiunea Lugansk (teritoriu disputat)                                    | 40°15′E                    |
| Iordania                         | Frontiera triplă cu Irak și Arabia Saudită, Guvernoratul Mafraq                                                               | 39°20′E                    |
| Sudan                            | Granița cu Eritreea pe coastele Mării Roșii, Statul Marea Roșie                                                               | 38°35′E                    |
| Africa de Sud                    | Insula Prince Edward Granița cu Mozambic, pe coasta Oceanului Indian                                                          | 38°00′E 32°53′E            |
| Egipt                            | Capul Elba, Triunghiul Halaib (teritoriu disputat) Insula Rocky, Guvernoratul Al Bahr al Ahmar                                | 36°54′E 36°15′E            |
| Liban                            | Granița cu Siria, Districtul Baalbek                                                                                          | 36°37′E                    |
| Sudanul de Sud                   | Frontiera triplă cu Etiopia și Kenya, Triunghiul Ilemi (teritoriu disputat) Granița cu Etiopia, Statul Ecuatoria de Est       | 35°57′E 35°19′E            |
| Malawi                           | Granița cu Mozambic, Districtul Machinga                                                                                      | 35°55′E                    |
| Israel                           | Granița cu Siria, Înălțimile Golan (teritoriu disputat) Shamir, Galileea                                                      | 35°54′E 35°40′E            |
| Uganda                           | Granița cu Kenya, Districtul Nakapiripirit                                                                                    | 35°02′E                    |
| Cipru                            | Insulele Klidhes | 34°36′E                    |
| Norvegia                         | Kræmerpynten, Insula Albă (Kvitøya), Svalbard Kibergsneset, Vardø, Provincia Finnmark                                         | 33°30′E 31°01′E            |
| Zimbabwe                         | Granița cu Mozambic, Manicaland                                                                                               | 33°00′E                    |
| Zambia                           | Granița cu Malawi, Provincia de Nord                                                                                          | 32°50′E                    |
| Belarus                          | Granița cu Rusia, Regiunea Moghilău                                                                                           | 32°46′E                    |
| Eswatini                         | Frontiera triplă cu Mozambic și Africa de Sud, Districtul Lubombo                                                             | 32°08′E                    |
| Finlanda                         | Lacul Virmajärvi, Ilomantsi, Regiunea Carelia de Nord                                                                         | 31°35′E                    |
| Republica Democratică Congo      | Granița cu Uganda, Lacul Albert                                                                                               | 31°30′E                    |
| Rwanda                           | Granița cu Tanzania, Provincia de Est                                                                                         | 30°53′E                    |
| Burundi                          | Granița cu Tanzania, Provincia Cankuzo                                                                                        | 30°50′E                    |
| Moldova                          | Granița cu Ucraina, Palanca, Raionul Ștefan Vodă                                                                              | 30°10′E                    |
| România                          | Sulina, Județul Tulcea, Delta Dunării                                                                                         | 29°40′E                    |
| Grecia                           | Insula Strongyli, Arhipelagul Dodecanez Pythio, Didymoteicho, Regiunea Macedonia de Est și Tracia                             | 29°38′E 26°38′E            |
| Lesotho                          | Granița cu Africa de Sud, la est de Mokhotlong, Districtul Mokhotlong                                                         | 29°28′E                    |
| Botswana                         | Frontiera triplă cu Zimbabwe și Africa de Sud, Fluviul Limpopo                                                                | 29°20′E                    |
| Bulgaria                         | Capul Șabla, Șabla, Regiunea Dobrici                                                                                          | 28°36′E                    |
| Letonia                          | Granița cu Rusia, Raionul Ludza                                                                                               | 28°15′E                    |
| Estonia                          | Narva, Regiunea Ida-Viru | 28°12′E                    |
| Republica Centrafricană          | Frontiera triplă cu Sudan și Republica Democratică Congo, Prefectura Haut-Mbomou                                              | 27°28′E                    |
| Lituania                         | Granița cu Belarus, Ignalina, Județul Utena                                                                                   | 26°50′E                    |
| Namibia                          | Frontiera triplă cu Zambia și Zimbabwe, Regiunea Caprivi                                                                      | 25°15′E                    |
| Libia                            | Granița cu Egipt, pe coasta Mării Mediterane, Districtul Al Butnan                                                            | 25°05′E                    |
| Suedia                           | Granița cu Finlanda, Kataja, Comitatul Norrbotten Granița cu Finlanda, Haparanda, Comitatul Norrbotten                        | 24°10′E 24°15′E            |
| Polonia                          | Fluviul Bug, lângă Zosin, Districtul Hrubieszów, Voievodatul Lublin                                                           | 24°09′E                    |
| Angola                           | Granița cu Zambia, Provincia Moxico                                                                                           | 24°00′E                    |
| Ciad                             | Granița cu Sudan, Regiunea Ennedi-Est                                                                                         | 24°00′E                    |
| Macedonia de Nord                | Granița cu Bulgaria, Regiunea Statistică de Est                                                                               | 23°01′E                    |
| Serbia                           | Senokos, Dimitrovgrad, Districtul Pirot                                                                                       | 23°01′E                    |
| Ungaria                          | Frontiera triplă cu România și Ucraina, Județul Szabolcs-Szatmár-Bereg                                                        | 22°55′E                    |
| Slovacia                         | Frontiera triplă cu Polonia și Ucraina, Regiunea Prešov                                                                       | 22°30′E                    |
| Kosovo                           | Granița cu Serbia, Districtul Gnjilane                                                                                        | 21°47′E                    |
| Albania                          | Granița cu Grecia, Districtul Devoll, Regiunea Korçë                                                                          | 21°4′6″E                   |
| Muntenegru                       | Frontiera triplă cu Serbia și Kosovo, Rožaje                                                                                  | 20°21′E                    |
| Bosnia și Herțegovina            | Republika Srpska, granița cu Serbia                                                                                           | 19°30′E                    |
| Croația                          | Radevac, Ilok, Cantonul Vukovar-Srijem)                                                                                       | 19°27′E                    |
| Cehia                            | Bukovec, Districtul Frýdek-Místek, Regiunea Moravia-Silezia                                                                   | 18°51′E                    |
| Republica Congo                  | Granița cu Republica Democratică Congo, Râul Oubangui                                                                         | 18°40′E                    |
| Italia                           | Capo d'Otranto, Apulia | 18°31′E                    |
| Austria                          | Frontiera triplă cu Slovacia și Ungaria, Deutsch Jahrndorf, Districtul Neusiedl am See, Burgenland                            | 17°09′E                    |
| Slovenia                         | Frontiera triplă cu Croația și Ungaria, Pince-Marof, Lendava                                                                  | 16°36′E                    |
| Camerun                          | Frontiera triplă cu Republica Centrafricană și Republica Congo, Regiunea de Est                                               | 16°12′E                    |
| Niger                            | Granița cu Ciad, Regiunea Agadez                                                                                              | 16°00′E                    |
| Danemarca                        | Insula Christiansø, Arhipelagul Østerskær                                                                                     | 15°11′E                    |
| Germania                         | Zentendorf, Neißeaue, Saxonia                                                                                                 | 15°2′E                     |
| Malta                            | Marsaskala (Wied il-Għajn) | 14°34′E                    |
| Gabon                            | Granița cu Republica Congo, Provincia Haut-Ogooué                                                                             | 14°30′E                    |
| Nigeria                          | Granița cu Camerun, Statul Borno                                                                                              | 13°15′E                    |
| San Marino                       | Faetano | 12°31′E                    |
| Vatican                          | Colțul estic al Pieței Sfântul Petru                                                                                          | 12°27′E                    |
| Algeria                          | Frontiera triplă cu Libia și Niger, Provincia Illizi                                                                          | 12°00′E                    |
| Tunisia                          | Granița cu Libia, Guvernoratul Medenine                                                                                       | 11°35′E                    |
| Guineea Ecuatorială              | Granița cu Gabon | 11°20′E                    |
| Elveția                          | Piz Chavalatsch (Monte Cavallaccio), Cantonul Graubünden                                                                      | 10°29′E                    |
| Franța (zona europeană)          | San-Giuliano, Departamentul Haute-Corse, Corsica Lauterbourg, Departamentul Bas-Rhin                                          | 9°33′E 8°13′E              |
| Liechtenstein                    | Granița cu Austria, Triesenberg                                                                                               | 9°33′E                     |
| Monaco                           | Terre-Plein du Larvotto | 7°26′E                     |
| São Tomé and Príncipe            | Insula Príncipe, la est de Santo António                                                                                      | 7°26′E                     |
| Țările de Jos                    | Bad Nieuweschans, Provincia Groningen                                                                                         | 7°13′E                     |
| Luxemburg                        | Râul Sauer, lângă Rosport | 6°32′E                     |
| Belgia                           | Krewinkel, Büllingen, Provincia Liège                                                                                         | 6°22′E                     |
| Spania                           | Fortelasa de Isabel II, Mahón, Menorca Cap de Creus, Catalonia                                                                | 4°19′E 3°19′E              |
| Mali                             | Granița cu Niger, Regiunea Kidal și Regiunea Gao                                                                              | 4°00′E                     |
| Benin                            | Granița cu Nigeria | 3°50′E                     |
| Burkina Faso                     | Frontiera triplă cu Niger și Benin, râul Atakora, Regiunea Est                                                                | 2°25′E                     |
| Andorra                          | La Palomera, Canillo | 1°47′E                     |
| Togo                             | Granița cu Benin pe coasta Oceanului Atlantic, Regiunea Maritime                                                              | 1°46′E                     |
| Ghana                            | Granița cu Togo, Regiunea Volta                                                                                               | 1°10′E                     |
| Maroc                            | Granița cu Algeria, Regiunea Oriental                                                                                         | 1°10′V                     |
| Coasta de Fildeș                 | Granița cu Ghana | 2°35′V                     |
| Mauritania                       | Frontiera triplă cu Algeria și Mali, Regiunea Tiris Zemmour                                                                   | 4°45′V                     |
| Irlanda                          | Wicklow Head, Comitatul Wicklow                                                                                               | 5°59′V                     |
| Portugalia                       | Paradela, Miranda do Douro, Districtul Bragança                                                                               | 6°11′V                     |
| Insulele Feroe (Danemarca)       | Fugloy | 6°16′V                     |
| Liberia                          | Granița cu Coasta de Fildeș, River Gee County                                                                                 | 7°22′V                     |
| Guineea                          | Granița cu Coasta de Fildeș, Regiunea Nzérékoré                                                                               | 7°45′V                     |
| Sahara Occidentală               | Frontieră cvadruplă cu Maroc, Algeria și Mauritania                                                                           | 8°40′V                     |
| Sierra Leone                     | Frontiera triplă cu Guineea și Liberia, Provincia Eastern                                                                     | 10°17′V                    |
| Senegal                          | Granița cu Mali, Regiunea Tambacounda                                                                                         | 11°22′V                    |
| Islanda                          | Insula Hvalbakur, Suður-Múlasýsla                                                                                             | 13°14′V                    |
| Guineea-Bissau                   | Granița cu Guineea, Regiunea Gabú                                                                                             | 13°40′V                    |
| Gambia                           | Granița cu Senegal, Diviziunea Upper River                                                                                    | 13°48′V                    |
| Capul Verde                      | Ponta Meringuel, Insula Boa Vista                                                                                             | 22°40′V                    |
| Brazilia                         | Ilha do Sul, Arhipelagul Trindade e Martim Vaz, Espírito Santo Ponta do Seixas, Paraíba                                       | 28°50′V 34°47′V            |
| Canada                           | Cape Spear, Peninsula Avalon, Insula Terranova Cape St. Charles, Newfoundland și Labrador                                     | 52°37′V 55°37′V            |
| Uruguay                          | Granița cu Brazilia, Lagoa Mirim, Departamentul Cerro Largo                                                                   | 53°5′V                     |
| Argentina                        | Bernardo de Irigoyen, Provincia Misiones                                                                                      | 53°41′V                    |
| Suriname                         | Granița cu Guiana Franceză, Districtul Sipaliwini                                                                             | 54°00′V                    |
| Paraguay                         | Granița cu Brazilia, Departamentul Canindeyú                                                                                  | 54°15′V                    |
| Guyana                           | Frontiera triplă cu Suriname și Brazilia, East Berbice-Corentyne                                                              | 56°30′V                    |
| Bolivia                          | Granița cu Brazilia | 57°27′V                    |
| Barbados                         | Kitridge Point, Saint Philip                                                                                                  | 59°26′V                    |
| Venezuela                        | Granița cu Guyana, Statul Delta Amacuro                                                                                       | 59°45′V                    |
| Trinidad și Tobago               | Insula Tobago, lângă Charlotteville                                                                                           | 60°31′V                    |
| Sfântul Vincențiu și Grenadinele | Insula Bettowia | 61°08′V                    |
| Sfânta Lucia                     | Districtul Laborie | 60°54′V                    |
| Dominica                         | Cap în sud-estul Saint David Parish                                                                                           | 61°15′V                    |
| Grenada                          | Insula Petite Martinique | 61°23′V                    |
| Antigua și Barbuda               | Stâncă la est de Antigua | 61°40′V                    |
| Saint Kitts și Nevis             | Insula Nevis | 62°31′V                    |
| Statele Unite                    | Point Udall, Saint Croix, Insulele Virgine Americane West Quoddy Head, Comitatul Washington, Maine (50 de state)              | 64°34′V 66°56′V            |
| Puerto Rico                      | Cayo Norte, Insula Culebra | 65°15′V                    |
| Chile                            | Insula Nueva, in Regiunea Magallanes și Antarctica Chiliană Nevados de Poquis, Regiunea Antofagasta                           | 66°24′V 66°58′V            |
| Columbia                         | Frontiera triplă cu Brazilia și Venezuela                                                                                     | 67°00′V                    |
| Republica Dominicană             | Punta de Agua, Provincia La Altagracia                                                                                        | 68°20′V                    |
| Peru                             | Gura de vărsare a râului Heath, Districtul Tambopata, Provincia Madre de Dios                                                 | 68°39′V                    |
| Haiti                            | Granița cu Republica Dominicană, Departmentul Centre                                                                          | 71°38′V                    |
| Bahamas                          | Insula Mayaguana | 72°45′V                    |
| Cuba                             | Punta Maisí, Provincia Guantánamo                                                                                             | 74°08′V                    |
| Ecuador                          | Granița cu Peru, Provincia Orellana                                                                                           | 75°15′V                    |
| Jamaica                          | Morant Point, Saint Thomas Parish                                                                                             | 76°12′V                    |
| Panama                           | Granița cu Colombia, Provincia Darién                                                                                         | 77°09′V                    |
| Honduras                         | Cayo Gorda, Departmentul Bay Islands                                                                                          | 82°24′V                    |
| Costa Rica                       | Granița cu Panama, Provincia Limón                                                                                            | 82°30′V                    |
| Nicaragua                        | Cayo Edimburgo, Regiunea Autonomă a Atlanticului de Nord                                                                      | 82°41′V                    |
| Mexic                            | Isla Mujeres, Quintana Roo | 86°42′V                    |
| Belize                           | Atolul Lighthouse Reef | 87°35′V                    |
| El Salvador                      | Insula Meanguera del Golfo, Departamentul La Unión                                                                            | 87°42′V                    |
| Guatemala                        | Granița cu Honduras, Departmentul Izabal                                                                                      | 88°15′V                    |
| Kiribati                         | Insula Caroline | 150°13′V                   |
| Samoa                            | Insula Fanuatapu, Districtul Aiga-i-le-Tai                                                                                    | 171°20′V                   |
| Tonga                            | Insula Tafahi | 173°43′V                   |